# Cristian Arrieta
Cristian Arrieta (Orlando, 18 settembre 1979) è un ex calciatore statunitense naturalizzato portoricano, con cittadinanza italiana, di ruolo difensore.

## Biografia
Nato in Florida da madre italiana e padre spagnolo di origini basche, cresce a Borgomanero.

## Carriera

### Giocatore

#### Club

##### Esordi nelle serie minori
Inizia a giocare nelle serie minori con il Gravellona, in Eccellenza, poi si trasferisce al Mestre, con cui milita dal 1998 al 2002, disputando quattro campionati di Serie C2, culminati nella finale playoff persa contro la Triestina.
Nella stagione successiva figura nella lista dei calciatori che l'ex patron del Mestre Luigi Dalla Costa decide di portarsi dietro dopo aver rilevato la presidenza del Genoa. Nel club ligure colleziona però una sola presenza in Coppa Italia, e non riesce mai ad esordire nella cadetteria. Viene girato in prestito all'Alessandria in Serie C2, e successivamente veste la maglia dell'Ivrea, collezionando in totale oltre centoventi presenze in Serie C2.

##### Cervia
Nella stagione 2004-05 entra a far parte del Cervia, squadra protagonista del reality Campioni, il sogno: malgrado la temporanea esclusione dalla rosa per una bestemmia pronunciata in diretta televisiva, risulta, insieme a Lorenzo Spagnoli e Fabio Borriello, uno dei vincitori del programma. Viene quindi premiato con la partecipazione da aggregato, tra le file dell'Inter, al ritiro estivo.

##### Lecco e Lecce
Nella stagione 2005-06 firma col Lecco in C2, riportando 26 presenze e un gol, e nell'estate 2006 diviene un giocatore del Lecce. Fa il suo esordio in B coi salentini il 26 gennaio 2007, nella sconfitta esterna contro il Pescara: nel torneo cadetto disputa 7 gare, ricevendo un'espulsione nell'incontro col Genoa del 3 marzo 2007.

##### Esperienze negli Stati Uniti
Nel 2008 viene ingaggiato dai Puerto Rico Islanders, club della United Soccer Leagues First Division, seconda categoria statunitense. Con i caraibici disputa 54 partite e realizza 17 gol, ottenendo il riconoscimento di miglior difensore della lega. Nello stesso anno partecipa alla CONCACAF Champions League 2008-2009, assieme alla sua squadra, poi eliminata in semifinale dal Cruz Azul.
Il 5 aprile 2010 firma con la neonata Philadelphia Union. L'esordio con gol arriva cinque giorni dopo contro il D.C. United, in una partita terminata 3-2 per il Philadelphia, che ottiene la prima vittoria della sua storia. Termina la stagione con 16 presenze ed 1 gol.
Nel 2011 passa nella North American Soccer League con i Fort Lauderdale Strikers concludendo la stagione con 19 presenze e 1 rete.

##### Ritorno in Italia e ritiro negli Stati Uniti
Nel luglio 2012 torna in Italia e firma con la Juve Domo, militante in Eccellenza Piemontese. Nel luglio 2014 scende di categoria e firma col Briga, società militante nel campionato di Promozione Piemontese, prima di ritornare negli Stati Uniti a gennaio 2015, firmando con il FA Euro New York, dove concluderà la sua carriera nel 2016.

#### Nazionale
Nel settembre 2010 all'età di 31 anni ha esordito con la nazionale portoricana e il 4 ottobre ha segnato la sua prima rete contro il Saint-Martin.

### Dopo il ritiro
Nel febbraio 2015 partecipa al Torneo di Viareggio in veste di allenatore della formazione Under-19 del New York LIAC e nel 2016/2017 guida la prima squadra del New York Athletic Club. Negli anni successivi lavora anche come spedizioniere prima e come autotrasportatore poi per UPS, sempre nella città di New York.

## Statistiche

### Presenze e reti nei club
Statistiche aggiornate al 17 agosto 2011.
| Stagione                     | Squadra                      | Campionato                   | Campionato | Campionato | Coppe nazionali | Coppe nazionali | Coppe nazionali | Coppe continentali | Coppe continentali | Coppe continentali | Altre coppe | Altre coppe | Altre coppe | Totale | Totale |
| Stagione                     | Squadra                      | Comp                         | Pres       | Reti       | Comp            | Pres            | Reti            | Comp               | Pres               | Reti               | Comp        | Pres        | Reti        | Pres   | Reti   |
| ---------------------------- | ---------------------------- | ---------------------------- | ---------- | ---------- | --------------- | --------------- | --------------- | ------------------ | ------------------ | ------------------ | ----------- | ----------- | ----------- | ------ | ------ |
| 1997-1998                    | Gravellona                   | Ecc.                         | 23         | 1          | CI Dil.         | 1               | 0               | -                  | -                  | -                  | -           | -           | -           | 24     | 1      |
| 1998-1999                    | Mestre                       | C2                           | 21         | 0          | CIC             | 2               | 0               | -                  | -                  | -                  | -           | -           | -           | 23     | 0      |
| 1999-2000                    | Mestre                       | C2                           | 23         | 1          | CIC             | 1               | 0               | -                  | -                  | -                  | -           | -           | -           | 24     | 1      |
| 2000-2001                    | Mestre                       | C2                           | 6          | 0          | CIC             | 0               | 0               | -                  | -                  | -                  | -           | -           | -           | 6      | 0      |
| 2001-2002                    | Mestre                       | C2                           | 29         | 4          | CIC             | 3               | 0               | -                  | -                  | -                  | -           | -           | -           | 32     | 4      |
| Totale Mestre                | Totale Mestre                | Totale Mestre                | 79         | 5          |                 | 6               | 0               |                    |                    |                    |             |             |             | 85     | 5      |
| 2002-gen. 2003               | Genoa                        | B                            | 0          | 0          | CI              | 1               | 0               | -                  | -                  | -                  | -           | -           | -           | 1      | 0      |
| gen.-giu. 2003               | Alessandria                  | C2                           | 9          | 2          | CIC             | 1               | 0               | -                  | -                  | -                  | -           | -           | -           | 10     | 2      |
| 2003-2004                    | Ivrea                        | C2                           | 25         | 1          | CIC             | 4               | 0               | -                  | -                  | -                  | -           | -           | -           | 29     | 1      |
| 2004-2005                    | Cervia                       | Ecc.                         | 33         | 3          | -               | -               | -               | -                  | -                  | -                  | -           | -           | -           | 33     | 3      |
| 2005-2006                    | Lecco                        | C1                           | 26         | 1          | CI+CIC          | 1+4             | 0+1             | -                  | -                  | -                  | -           | -           | -           | 31     | 2      |
| 2006-2007                    | Lecce                        | B                            | 7          | 0          | CI              | 1               | 0               | -                  | -                  | -                  | -           | -           | -           | 8      | 0      |
| 2007                         | Puerto Rico Islanders        | USL-1                        | 0          | 0          | -               | -               | -               | CFU                | 1                  | 0                  | -           | -           | -           | 1      | 0      |
| 2008                         | Puerto Rico Islanders        | USL-1                        | 23+3       | 5+2        | -               | -               | -               | -                  | -                  | -                  | -           | -           | -           | 26     | 7      |
| 2009                         | Puerto Rico Islanders        | USL-1                        | 26+2       | 8+2        | -               | -               | -               | CFU                | 4                  | 1                  | -           | -           | -           | 32     | 11     |
| Totale Puerto Rico Islanders | Totale Puerto Rico Islanders | Totale Puerto Rico Islanders | 54         | 17         |                 |                 |                 |                    | 5                  | 1                  |             |             |             | 59     | 18     |
| 2010                         | Philadelphia Union           | MLS                          | 16         | 0          | USOC            | 0               | 0               | -                  | -                  | -                  | -           | -           | -           | 16     | 0      |
| 2011                         | Fort Lauderdale Strikers     | NASL                         | 16+3       | 1+0        | USOC            | 0               | 0               | -                  | -                  | -                  | -           | -           | -           | 19     | 1      |
| Totale Carriera              | Totale Carriera              | Totale Carriera              | 291        | 31         |                 | 19              | 1               |                    | 5                  | 1                  |             |             |             | 315    | 33     |

### Cronologia presenze e reti in Nazionale
| Cronologia completa delle presenze e delle reti in nazionale ― Porto Rico | Cronologia completa delle presenze e delle reti in nazionale ― Porto Rico | Cronologia completa delle presenze e delle reti in nazionale ― Porto Rico | Cronologia completa delle presenze e delle reti in nazionale ― Porto Rico | Cronologia completa delle presenze e delle reti in nazionale ― Porto Rico | Cronologia completa delle presenze e delle reti in nazionale ― Porto Rico | Cronologia completa delle presenze e delle reti in nazionale ― Porto Rico | Cronologia completa delle presenze e delle reti in nazionale ― Porto Rico |
| Data                                                                      | Città                                                                     | In casa                                                                   | Risultato                                                                 | Ospiti                                                                    | Competizione                                                              | Reti                                                                      | Note                                                                      |
| ------------------------------------------------------------------------- | ------------------------------------------------------------------------- | ------------------------------------------------------------------------- | ------------------------------------------------------------------------- | ------------------------------------------------------------------------- | ------------------------------------------------------------------------- | ------------------------------------------------------------------------- | ------------------------------------------------------------------------- |
| 2-10-2010                                                                 | Bayamón                                                                   | Porto Rico                                                                | 3 – 1                                                                     | Anguilla                                                                  | Qual. Coppa dei Caraibi 2010                                              | -                                                                         |                                                                           |
| 4-10-2010                                                                 | Bayamón                                                                   | Porto Rico                                                                | 2 – 0                                                                     | Saint-Martin                                                              | Qual. Coppa dei Caraibi 2010                                              | 1                                                                         |                                                                           |
| 6-10-2010                                                                 | Bayamón                                                                   | Porto Rico                                                                | 2 – 0                                                                     | Isole Cayman                                                              | Qual. Coppa dei Caraibi 2010                                              | -                                                                         | 67’                                                                       |
| 22-10-2010                                                                | Saint George's                                                            | Grenada                                                                   | 3 – 1                                                                     | Porto Rico                                                                | Qual. Coppa dei Caraibi 2010                                              | -                                                                         |                                                                           |
| 24-10-2010                                                                | Saint George's                                                            | Guadalupa                                                                 | 3 – 2                                                                     | Porto Rico                                                                | Qual. Coppa dei Caraibi 2010                                              | -                                                                         |                                                                           |
| 26-10-2010                                                                | Saint George's                                                            | Porto Rico                                                                | 0 – 1                                                                     | Saint Kitts e Nevis                                                       | Qual. Coppa dei Caraibi 2010                                              | -                                                                         |                                                                           |
| 3-9-2011                                                                  | Basseterre                                                                | Saint Kitts e Nevis                                                       | 0 – 0                                                                     | Porto Rico                                                                | Qual. Mondiali 2014                                                       | -                                                                         |                                                                           |
| 7-9-2011                                                                  | Harrisburg                                                                | Porto Rico                                                                | 0 – 3                                                                     | Canada                                                                    | Qual. Mondiali 2014                                                       | -                                                                         | 46’                                                                       |
| 7-10-2011                                                                 | Bayamón                                                                   | Porto Rico                                                                | 1 – 1                                                                     | Saint Kitts e Nevis                                                       | Qual. Mondiali 2014                                                       | -                                                                         |                                                                           |
| 11-10-2011                                                                | Toronto                                                                   | Canada                                                                    | 0 – 0                                                                     | Porto Rico                                                                | Qual. Mondiali 2014                                                       | -                                                                         |                                                                           |
| 11-11-2011                                                                | Gros Islet                                                                | Saint Lucia                                                               | 0 – 4                                                                     | Porto Rico                                                                | Qual. Mondiali 2014                                                       | 1                                                                         |                                                                           |
| 14-11-2011                                                                | Mayagüez                                                                  | Porto Rico                                                                | 3 – 0                                                                     | Saint Lucia                                                               | Qual. Mondiali 2014                                                       | -                                                                         |                                                                           |
| 25-2-2012                                                                 | Managua                                                                   | Nicaragua                                                                 | 1 – 0                                                                     | Porto Rico                                                                | Amichevole                                                                | -                                                                         | 72’                                                                       |
| 26-2-2012                                                                 | Managua                                                                   | Nicaragua                                                                 | 4 – 1                                                                     | Porto Rico                                                                | Amichevole                                                                | 1                                                                         | 75’                                                                       |
| 2-6-2012                                                                  | Bayamón                                                                   | Porto Rico                                                                | 3 – 1                                                                     | Nicaragua                                                                 | Amichevole                                                                | 1                                                                         | 85’                                                                       |
| 3-6-2012                                                                  | Bayamón                                                                   | Porto Rico                                                                | 1 – 1                                                                     | Nicaragua                                                                 | Amichevole                                                                | -                                                                         |                                                                           |
| 15-8-2012                                                                 | Bayamón                                                                   | Porto Rico                                                                | 1 – 2                                                                     | Spagna                                                                    | Amichevole                                                                | -                                                                         |                                                                           |
| 7-9-2012                                                                  | Port-au-Prince                                                            | Bermuda                                                                   | 1 – 2                                                                     | Porto Rico                                                                | Qual. Coppa dei Caraibi 2012                                              | -                                                                         |                                                                           |
| 9-9-2012                                                                  | Port-au-Prince                                                            | Porto Rico                                                                | 9 – 0                                                                     | Saint-Martin                                                              | Qual. Coppa dei Caraibi 2012                                              | 1                                                                         | 67’                                                                       |
| 11-9-2012                                                                 | Port-au-Prince                                                            | Haiti                                                                     | 2 – 1                                                                     | Porto Rico                                                                | Qual. Coppa dei Caraibi 2012                                              | -                                                                         | 46’                                                                       |
| 13-6-2015                                                                 | Bayamón                                                                   | Porto Rico                                                                | 1 – 0                                                                     | Grenada                                                                   | Qual. Mondiali 2018                                                       | -                                                                         |                                                                           |
| 16-6-2015                                                                 | Saint George's                                                            | Grenada                                                                   | 2 – 0                                                                     | Porto Rico                                                                | Qual. Mondiali 2018                                                       | -                                                                         |                                                                           |
| Totale                                                                    |                                                                           | Presenze                                                                  | 22                                                                        |                                                                           | Reti                                                                      | 5                                                                         |                                                                           |

## Palmarès

### Club
- Eccellenza: 1

Cervia: 2004-2005 (Girone B)
- USL First Division Championship:1

P.R. Islanders: 2008
- Commissioner's Cup:1

P.R. Islanders: 2008
- CFU Club Championship:1

P.R. Islanders: 2009

### Individuale
- MVP USL: 1

2009
- Difensore dell'anno della USL: 2

2008, 2009